# Hyalornis propinqua
Hyalornis propinqua är en fjärilsart som beskrevs av Holland 1893. Hyalornis propinqua ingår i släktet Hyalornis och familjen mätare. Inga underarter finns listade i Catalogue of Life.